# Gardena, California

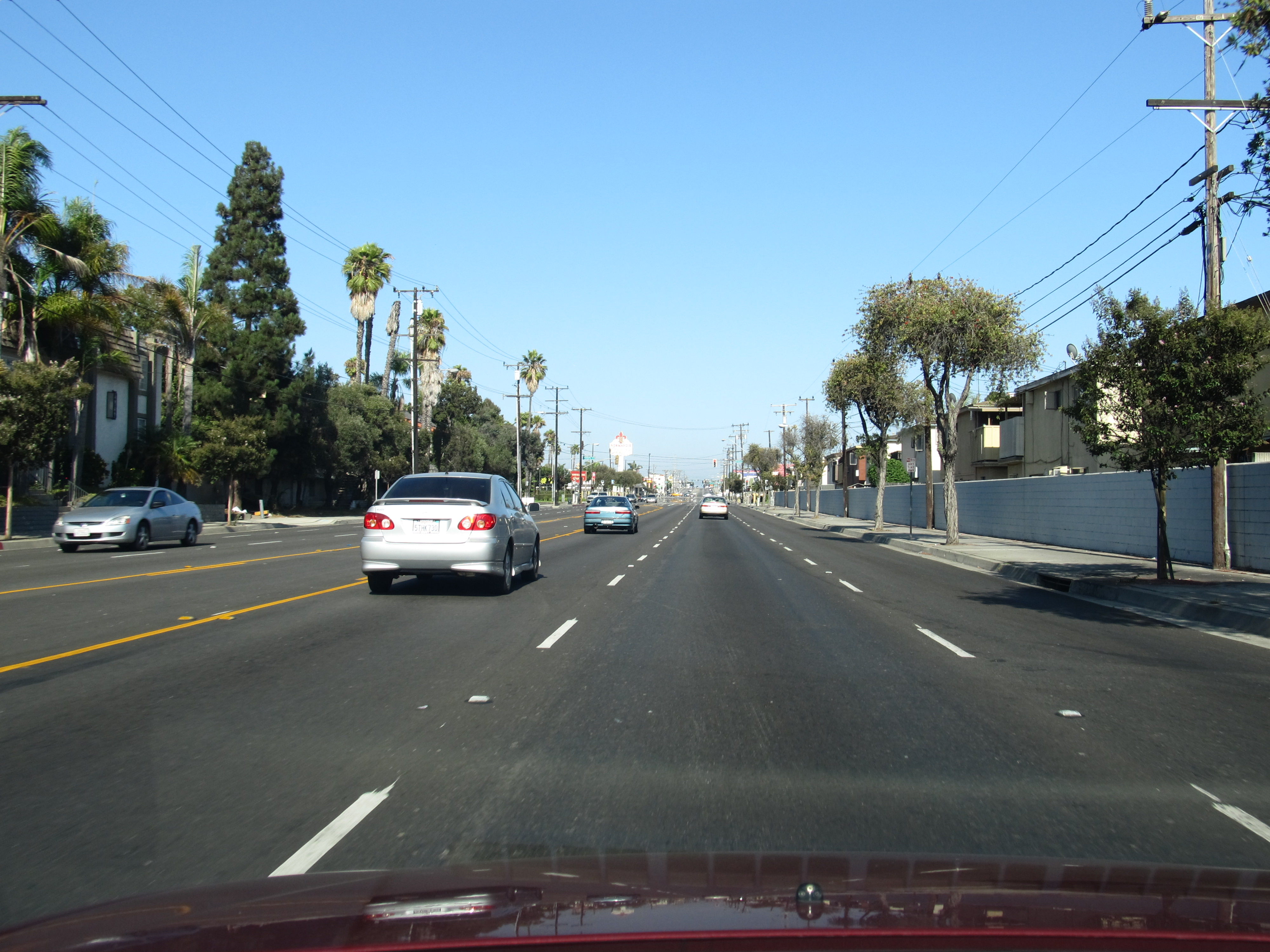
Một con đường ở Gardena, California

Gardena, California là một thành phố thuộc quận Los Angeles trong tiểu bang California, Hoa Kỳ. Thành phố có tổng diện tích 15,191 km², trong đó diện tích đất là 15,097 km². Theo điều tra dân số Hoa Kỳ năm 2010, thành phố có dân số 58.829 người. Thành phố Gardena, California là một phần của Đại Los Angeles.